# Sagaen om Isfolket
Sagaen om Isfolket er en serie af bøger af den norske forfatter Margit Sandemo og er udgivet i perioden 1982 til 1989. Bogserien er på i alt 47 bøger og er udgivet i over 6 millioner eksemplarer alene i Norge. Serien er bl.a. udgivet på både norsk, dansk, svensk, islandsk, finsk, polsk, ungarsk, tysk og engelsk. 
Serien om Isfolket er en gribende krønike om kærlighed og overnaturlige kræfter og ikke mindst om kampen mellem det gode og det onde.

## Introduktion
Historien begynder i Trondheim i Norge i 1581, hvor Silje Arngrimsdatter introduceres og man erfarer, hvordan hun møder Tengel den Gode af Isfolket. Isfolket er en udstødt gruppe, der bor isoleret oppe i fjeldene nær Trøndelag. Derfra udvikler sagaen sig, og man hører om, hvordan Silje og Tengel og deres efterkommere klarer sig op gennem århundreder og helt frem til 1960'erne. 

## Isfolket
Isfolket lever under en slægtsforbandelse, som begyndte med forfaderen Tengel den Onde. Forbandelsen gør, at én person i hver generation – en "ramt" vil tjene det onde. De ramte kan kendes på deres kattegule øjne og mange af dem er desuden kropsligt misdannet med skulderblade, der ender i en spids opad og fremtrædende mongolske træk. Andre igen kan så til gengæld være underskønne. De har alle magiske evner. Nogle af de ramte vælger dog at forsøge at gøre op med den medfødte ondskab, der ligger latent i dem; mens andre omfavner den.

## Bøgerne
Hver af de 47 bøger fortæller en separat historie, hvor det hver gang er en enkelt eller nogle steder flere medlemmer af slægten, der er hovedperson. De fleste gange vælger forfatteren dog at gøre hovedpersonen i den enkelte bog til en kvinde – enten en fra slægten eller en, der senere hen gifter sig ind i den. Mange af bøgerne behandler også netop de ramte som hovedperson, og man hører om deres kamp mod enten deres egne eller mod deres familiemedlems ondskab.

### Legenden om Isfolket
På første side i hver bog står legenden om Tengel den Onde. Det er en legende, der forandrer sig løbende op gennem serien, når Isfolket finder ud af noget nyt om deres onde stamfader, og hvad der egentlig skete med ham.
Legenden  i bind 1 - 17.
| Citat | Engang for længe siden, for mange hundrede år siden, gik den onde Tengel ud af ødemarken for at sælge sin sjæl til Djævelsen. Han blev stamfader til Isfolket. Tengel blev lovet magt og rigdom mod én af hans efterkommere i hver generation skulle tjene Djævelen og udføre onde gerninger. Deres særkende skulle være gule katteøjne, og de skulle besidde magiske kræfter. Og en dag ville en person med den største overnaturlige kræft nogensinde fødes. Forbandelsen ville ikke blive ophævet, før den plads blev fundet, hvor Tengel havde begravet den gryde, hvori han tilberedte det heksebryg, som hidkaldte Djævelen: Sådan lyder legenden. der er ingen, der ved, om det er sandt. Men i det 16. århundrede blev et forbandet barn af Isfolket født. Han prøvede at vende det onde til det gode, og derfor blev han kaldet den gode Tengel. Denne saga handler om hans familie. Eller måske handler den først og fremmest om kvinderne i hans familie. | Citat |
|       | |       |

Efter bind 17 kommer der løbende ændringer til Legenden
| Citat | Engang for længe siden, for mange hundrede år siden, gik den onde Tengel ud af ødemarken for at sælge sin sjæl til Djævelsen. Han blev stamfader til Isfolket. Tengel blev lovet magt og rigdom mod én af hans efterkommere i hver generation skulle tjene Djævelen og udføre onde gerninger. Deres særkende skulle være gule katteøjne, og de skulle besidde magiske kræfter. Og en dag ville en person med den største overnaturlige kræft nogensinde fødes. Forbandelsen ville ikke blive ophævet, før den plads blev fundet, hvor Tengel havde begravet den gryde, hvori han tilberedte det heksebryg, som hidkaldte Djævelen: Sådan lyder legenden. Den var næsten sand, men ikke helt. Det, der i virkeligheden skete, var, den onde Tengel opsøgte livets kilder og drak af ondskabens vand. Han blev lovet evigt liv og magt over menneskeheden, og til gengæld solgte han sine efterkommere til Djævelen. Men tiden var ikke den rette, så derfor lod han sig falde i dvale, indtil tiderne blev mere gunstige for ham. Den gryde, som man hviskede om, var krukken med ondskabens vand, som han havde gravet ned. Og nu ventede han utålmodigt på det signal, som skulle vække ham. Men i det 16. århundrede blev et forbandet barn af Isfolket, født. Han prøvede at vende det onde til det gode, og derfor blev han kaldet den gode Tengel. Denne saga handler om hans slægt. Eller måske handler den først og fremmest om kvinderne i slægten. I 1742 lykkedes det en af disse kvinder, Shira, at nå frem til livets kilder og hente det klare vand, som ophæver virkningen af ondskabens vand. Men der er endnu ingen, det har fundet den nedgravede krukke. Og i baggrunden lurer angsten for, den onde Tengel skal vågne, før det sker. | Citat |
|       | |       |

Tillæg til Legenden:
- Bind 18 - 19: Ingen ved, hvor han er, eller hvad der kan vække ham.
- Bind 20 - : Man ved nu, at han skjuler sig et sted i Sydeuropa, og at en tryllefløjte kan vække ham. Derfor er fløjter Isfolkets store skræk.

## Bøgerne i serien
|    | Titel                | Originaltitel           | Udgivelsesår | Synopsis |
| 1  | Troldbunden          | Trollbunnet             | 1982         | Året er 1581, hvor pesten hærger på det kraftigste i Norge. Den 16-årige Silje Arngrimsdatter bliver jaget fra sit hjem, da alle i hendes familie en efter en er døde af pesten. I Trondheim finder hun to forladte børn, som hun tager til sig. Kort efter møder hun to mænd, der begge bliver skæbnesvangre for hendes fremtid: Den smukke og overfladiske Heming Fogeddræber og den skrækindjagende Tengel af isfolket.                                                                  |
| 2  | Heksejagten          | Heksejakten             | 1982         | Silje og Tengel forlader isdalen med deres hittebørn Sol og Dag, samt deres egen datter Liv. De finder Dags mor, en ung baronesse, som sørger for både beskæftigelse og bolig til familien. Men onde kræfter er stadig på spil. |
| 3  | Plejedatteren        | Avgrunnen               | 1982         | Sol er en af isfolkets ramte, og rejser ud for at opsøge heksene ved Brösarps Backar. Hun ønsker at bruge hendes trolddomsevner og dyrke mørkets fyrste. Selvom Sol er en af slægtens ramte gør hun alt for at beskytte familien, og risikerer gerne hendes eget liv. |
| 4  | Arvingen             | Lengsel                 | 1982         | Norge er stærkt hærget af pesten. Cecilie (Taralds søster) er ansat ved hoffet i Danmark, hvor hun møder markgreven Alexander. Samtidig forelsker Tarald sig i Sunniva, som han ikke kan gifte sig med på grund af slægtens onde arv, og Yrja Mathiasdatter er forelsket i Tarald. |
| 5  | Venskab              | Dødssynden              | 1982         | Flere unge mænd af Isfolkets slægt deltager i Trediveårskrigen. Tengels barnebarn, Cecilie er stadig hos det danske hof. Hun er travlt beskæftiget med at passe kongens børn, men Cecilie er kommet uføre. Hun har indledt sig med en gift mand, og nu er hun gravid. |
| 6  | Den onde arv         | Den onde arven          | 1982         | Tarjei skal finde en værdig arvtager af Isfolkets hemmelige opskrifter og heksemidler. Den ramte Kolgrim anser sig for at være den rette arvtager, og da Tarjei i stedet vælger Kolgrims halvbror Matthias bliver Kolgrim rasende. Familien må derfor bekæmpe Kolgrims ondskab med alle midler. |
| 7  | Nemesis              | Spøkelseslottet         | 1982         | Christian IV er død, men Cecilie er stadig tæt knyttet til det danske hof, og det medfører at hendes søn Tancred sendes til Jylland. Her bliver Tancred indblandet i ubehagelige begivenheder, som kræver hjælp fra andre i Isfolkets slægt. |
| 8  | Mistænkt             | Bøddelens datter        | 1982         | Rakkeren bliver myrdet, og hans datter Hilde får hjælp af Andreas og Mathias af Isfolket. Da morderen fortsat hærger falder mistanken på et medlem af Isfolket, men det lykkedes at uskadeliggøre morderen og Mathias finder kærligheden. |
| 9  | Rodløs               | Den ensomme             | 1982         | Mikael Lind af Isfolket opholder sig i 1600-tallets Sverige, her møder han Anette fra Frankrig. Anette tvinges til ægteskab af hendes forældre og af medlidenhed gifter Mikael sig med hende. Efter giftermålet drager han i krig og kommer svækket hjem, Anette må hjælpe Mikael og trods en svær start finder de kærligheden. Sammen opsøger de Mikaels slægt, Isfolket i Norge. |
| 10 | Vinterstorm          | Vinterstorm             | 1983         | Villemo drages af Eldar fra Sortskoven, og hun forsøger at hjælpe ham trods familiens advarsler. Men Villemo er forelsket og trodser alle advarsler, hvilket får store konsekvenser. |
| 11 | Blodhævn             | Blodhevn                | 1983         | Af kærlighed til Eldar af Sortskoven har Villemo været indblandet i meget ondt. Woller-bonden søger hævn og efter Eldars død tages Villemo til fange. Hendes fætter Doinic forsøger at befri hende, men han ender selv i Woller-bondens fangenskab. |
| 12 | Længsel              | Feber i blodet          | 1983         | Villemo og Dominic er forelskede, men må naturligvis ikke få hinanden, da udfaldet kan blive skæbnesvangret. Familien mener, at det er bedst at skille dem ad - dette stopper dog ikke de viljestærke unge mennesker. |
| 13 | Satans Fodspor       | Satans fotspor          | 1983         | Villemo, Dominic og Nicklas er udvalgt til at standse en ondskabsfuld skikkelse som spreder skræk i Isfolkets område. Skikkelsen sætter mærkelige fodspor og rygtet fortæller at det er Satan selv, men måske er det en af Den Onde Tengels efterkommere? |
| 14 | Ridderen             | Den siste ridder        | 1983         | På Gabrielshus i Danmark er fyrstinde Hildegard ulykkelig. Da hendes datter også forsvinder, får hun hjælp af den beskedne Tristan Paladin af Isfolket. Med hjælp fra Isfolket opklares også uhyggelige begivenheder i slottes kældergange. |
| 15 | Østenvind            | Vinden fra øst          | 1984         | Karl XII vil erobre Rusland, og Vendel Grip af Isfolket er uheldig og ender i en fangelejr i Sibirien. Men med stærk vilje og udholdenhed lykkes det ham at flygte, og skæbnen bringer ham til Karahavet - og en fjern gren af Isfolket. Også udgivet med titlen: Flugten. |
| 16 | Alrunen              | Galgeblomsten           | 1984         | Dan, Ingrid og Ulvhedin af Isfolket drager nordpå for at finde Alrunen. Efter turen føder Ingrid i hemmelighed sønnen Daniel, og det ender med, at Dan og hans hustru tager ham til sig. Også udgivet med titlen: Beskytteren. |
| 17 | Dødens Have          | Dødens have             | 1984         | Daniel Lind af Isfolket rejser til Karahavet i Sibirien for at finde Shira - også af Isfolket. Sammen med hendes slægtninge leder de efter kilden, der kan ophæve Isfolkets forbandelse - og Shira får Døden som følgesvend, men overlever. Også udgivet med titlen: Livskilden. |
| 18 | Bag Facaden          | Bak fasaden             | 1984         | Elisabeth Paladin af Isfolket går sine egne veje og tiltrækkes af den stædige Vemund. Han bærer en familietragedie i sig og beder Elisabeth gifte sig med broderen. Men så griber skæbnen ind. Også udgivet med titlen: Svigtet. |
| 19 | Dragens Tænder       | Dragens tenner          | 1984         | Først som voksen opdager Sölve Lind, at han er en af isfolkets ramte. Han misbruger sine evner og mishandler sin stakkels søn, der heldigvis beskyttes af alrunen, men Sölve undgår ikke sin skæbne. Også udgivet med titlen: Værgeløs. |
| 20 | Ravnens Vinger       | Ravnens vinger          | 1985         | Heike af Isfolket er på vej til Norge, men ender i Transsylvanien i et forhekset slot, hvor to vidunderlige kvinder regerer. De får de mandlige gæster til at forsvinde, men Heike og alrunen hæver trolddommen. Fejlagtigt på ryggen: Ravnen vinger. Også udgivet med titlen: Bruden. |
| 21 | Djævlekløften        | Djevlekløften           | 1985         | I eftersøgningen efter sin rette ejendom kommer Heike Lind af Isfolket til en landsby, hvor den unge Gunilla er ved at gifte sig med Arv Grip af Isfolket. Heldigvis opklarer Heike fortidsmysterier, så Gunilla får sin elskede. Også udgivet med titlen: Hjemkomsten. |
| 22 | Dæmonen og jomfruen  | Demonen og jomfruen     | 1985         | Heike Lind af Isfolket er tæt på sine ejendomme, som er overtaget af ubehagelige folk. I skovene møder han den sky Vinga, der også er frataget sin ret. Sammen er de stærke, men kan de få ejendommene tilbage?. Også udgivet med titlen: Fordrevet. |
| 23 | Ritualer             | Våroffer                | 1985         | Heike og Vinga af Isfolket kæmper for at genvinde slægtens ejendomme, som dommer Snivels familie uretmæssigt har taget i besiddelse. Men den uærlige Snivel opgiver ikke uden kamp, og Heike og Vinga må gøre brug af trolddom for at vinde kampen. |
| 24 | I jordens dyb        | I jordens dyp           | 1985         | Anna Maria af Isfolket er forældreløs og rejser til et lille minesamfund for at undervise minearbejdernes børn. Mineejeren har hun mødt som barn og hun drager fortrøstningsfuldt af sted, men under hendes ophold oplever hun fare og ondskab, derfor må Anna Maria sende bud efter Heike. |
| 25 | Englen               | Engel med svarte vinger | 1985         | Heike af Isfolket fornemmer at Den Onde Tengel er på vej tilbage, men ingen gætter at Tengel har udvalgt den unge Tula til at udføre hans planer. |
| 26 | Hemmeligheden        | Huset i Eldafjord       | 1986         | Heike og Vingas søn Eskil har en skæbnesvanger drøm om at finde en hemmelig skat på Jolinborg. I stedet finder han skjult ondskab, grådighed og ulykke. Igen må Heike træde til med sine uregerlige kræfter og kæmpe for Isfolket. |
| 27 | Skandalen            | Skandalen               | 1986         | Christer Tomasson af Isfolket kan ikke rigtig trylle, men med sin stærke vilje får han alligevel løst gåden om den dejlige Magdalena, der forsvinder og erstattes af sin kedelige kusine. |
| 28 | Is og ild            | Is og ild               | 1986         | Den gode, lidt enfoldige Belinda får efter søsterens død plads hos hendes mand. Det er et ondt sted, men Belinda får heldigvis hjælp af enspænderen Viljar af Isfolket. |
| 29 | Lucifers kærlighed   | Lucifers kjærlighet     | 1986         | Bogen omhandler kvinden Saga Simon, som af sine forfædre er blevet udvalgt til en særlig opgave, som i fremtiden vil få kolossal betydning for Isfolksslægten. På vej til Norge, hvor Saga skal udføre sin farefulde opgave, får hun to ret så specielle følgesvende. Og efterhånden viser det sig, at ingen af dem er, hvad de udgiver sig for at være. |
| 30 | Brødrene             | Utysket                 | 1986         | Henning og Malin påtager sig at opdrage Sagas tvillinger Marcus og Ulvar af Isfolket. En god og en ramt. Det giver glæder og store problemer inden de indblandede familier rammes af tragedien. |
| 31 | Færgemanden          | Fergemannen             | 1986         | Benedikte Lind af Isfolket, datter af den uhyggelige Ulvar, må tage alle sine evner i brug, da hun skal hjælpe med opklaringen af mystiske mord og uhyggelige gåder. Og skæbnen vil, hun forelsker sig i den forkerte. |
| 32 | Hunger               | Hunger                  | 1986         | Stakkels Marit er døden nær flere gange. Christoffer Volden af Isfolket redder hende, og selvom han er forlovet, lover han Marit ægteskab. Det bliver svært, men han forbliver trofast, da hun overlever. Isfolket har brug for Marit. Også udgivet med titlen: Hungersnød. |
| 33 | Nattens dæmon        | Nattens demon           | 1987         | Den handler om dæmonen Tamlin og pigen Vanja. Vanja er ikke ligesom andre børn, da hendes farfar er Lucifer, hendes far er Ulvar, Marcos hårdt ramte tvilling. Derfor kan hun se det der starter som et lille æg som hun senere kalder Tamlin. Dæmon det er Tamlin helt igennem han er ondskabsfuld mod Vanja. Vanja er 10 år gammel første gang hun ser dæmon ægget og så kommer Vanja på en besværlig opgave med Tamlin som årene går. Også udgivet med titlen Mareridt den 21. maj 1987. |
| 34 | Kvinden på stranden  | Kvinnen på stranden     | 1987         | I begyndelsen af 1900-tallet ses ingen ramt i Isfolket. André sendes ud for at lede og hjælpes af den rare Nette. De finder barnehjemsbarnet Mali, og sammen kæmper de tre sig gennem Isfolkets historie, inden kærligheden vinder. Også udgivet med titlen: Slægtsbånd. |
| 35 | Fløjtespil           | Vandring i mørket       | 1987         | Den onde Tengels genoplivningsmelodi påbegyndes tilfældigt i Spanien. Den unge Vetle af Isfolket sendes ud for at tilintetgøre noderne og kommer ud for skræmmende og udviklende hændelser undervejs. |
| 36 | Troldmåne            | Trollmåne               | 1987         | Christa Lind er udvalgt til at føde Isfolkets helt specielle barn, som med tiden skal tage kampen op mod den onde Tengel. Christas stedfar vil have, at hun gifter sig med den kristne enkemand Abel, men hendes tanker går til den fattige husmandssøn Lindelo. |
| 37 | Skrækkens by         | Skrekkens by            | 1987         | En dag i januar 1937 kommer døden til Halden by med en blind passager på et skib. Blandt dem der bliver truet på livet er den selvudslettende og underkuede Vinnie. Rikard Brink af Isfolket får til opgave at bremse katastrofen, først må han vinde den forskræmte Vinnies tillid. Også udgivet med titlen: Epidemi. |
| 38 | Skjulte spor         | Skjulte spor            | 1988         | Som barn blev Karine Volden voldtaget to gange. Da det sker igen, er reaktionen voldsom og endnu værre bliver det, da broderen Jonathan sendes til koncentrationslejr i Tyskland. Også udgivet med titlen: Skyggerne. |
| 39 | Tavse stemmer        | Rop av stumme røster    | 1988         | Nataniel Gard er udvalgt til at lede den endelige kamp mod den onde Tengel, men han har brug for vanskelige opgaver at øve sig på. Ellen Knutsen har oplevet uhyggelige og mystiske ting, og er selv lidt af en gåde. De to har meget tilfælles. Også udgivet med titlen: Fællesskab. |
| 40 | Fanget af tiden      | Fanget av tiden         | 1988         | Tova Brink havde et udseende, der fik folk til at vende sig væk i væmmelse og kalde hende en heks. Alligevel var hun udset til at deltage i slægtens kamp mod den onde Tengel. Men Tova selv havde andre planer og ville tage den onde Tengels parti. Også udgivet med titlen: Forlis. |
| 41 | Dæmonens bjerg       | Demonenes fjell         | 1988         | Nataniel Gard var udvalgt til at lede kampen mod Tengel, men alle kræfter skulle sættes ind. Derfor blev slægten samlet i Dæmonens bjerg, hvor meget ville blive afsløret - på godt og ondt. |
| 42 | Stilhed før stormen  | Stille før stormen      | 1988         | Fem af isfolket medlemmer er draget af sted mod Trøndelag og Isfolkets glemte dal - og opdager, at den onde Tengel har en hel bande på jagt efter dem. |
| 43 | Et glimt af ømhed    | Et streif av ømhet      | 1988         | Den handler om kampen mod den onde Tengel havde udviklet sig til et farligt kapløb,hvor det gjaldt om at komme først til Isfolkets dal. Isfolket havde gode hjælpere, men den onde Tengels horder var uhyggelig stærke og ikke mindst nådesløse. Midt under denne kamp oplevede den ulykkedsfødte Tova, sit første og måske eneste sværmeri – med den dødssyge irlænder Ian Morahan. |
| 44 | Den onde dag         | Den onde dagen          | 1989         | Den onde Tengel og hans højre hånd, den grusomme Lynx, har samlet alle deres styrker for at knuse Isfolket og deres hjælpere. |
| 45 | Legenden             | Legenden om Marco       | 1989         | Marco var en af Isfolkets fem udvalgte i kampen mod den onde Tengel. Nu har han fået opgave til at ødelægge den grusomme Lynx, Tengels nærmeste medarbejder. |
| 46 | Det sorte vand       | Det svarte vannet       | 1989         | Den onde Tengel nærmer sig det sorte vand, som vil give ham ubegrænset magt. Isfolkets udvalgte med Nataniel i spidsen er sendt ud for at standse Tengel, de sidder fast i Det Store Dyb, som endnu ingen var sluppet bort fra. |
| 47 | Er der nogen derude? | Er det noen der ute?    | 1989         | Isfolkets lange kamp mod den onde Tengel er forbi samt Tan-ghil er borte for altid. Men dermed er der ikke garanti for, at alt vil blive godt i fremtiden. Stadig er der mange ubesvarede spørgsmål for Isfolket. |

## Medlemmer af Isfolket
- Tilhængere af Tengel den onde: ¥¥
- De, som forsøger at modarbejde ham: ¥
- Født: *
- Død: †
- Gift: ~

Her er alle de efterkommere af Tengel den Onde. Mange medlemmer af Isfolket har giftet sig med hinanden, så der er mange navne, der går igen.
- Tengel den onde (Tan-ghil) * 1085 – lever endnu
- Ghril den grusomme * 1180 - † 1250 ¥¥
  - Krestien * 1200 – † 1250
    - Olaves Krestiensøn * 1225 - † 1255 ¥¥
      - Guro * 1254 - †1297 ¥¥
        - Gry * 1275 -† 1350
          - Ingegjerd * 1303 -† 1350 ¥¥
            - Ivar * 1328 -† 1400

        - Sigleik * 1280 -†1350 ¥
          - Skrym  * 1315 -† 1388
            - Signy  * 1335 -† 1374

  - Dida * 1245 – † 1320 ¥
    - Targenor (Vandreren) * 1265 - †1295 ¥
    - Tiili (lille blomst) * 1265 – forsvundet 1284

Ivar ~ Signy 
- Halvard * 1365 - † 1420
  - Yrsa * 1400 - † 1450
    - Anna * 1422 - † 1480
      - Gudleiv * 1450 - † 1502
        - Vega (kvinden nede ved søen) * 1470 - † 1584 ¥¥

    - Jahas * 1423 - † 1499 ¥

  - Katrine * 1402 - † 1463
    - Estrid * 1425 - † 1500 ¥

  - Paulus * 1404 - † 1420 ¥¥
    - Bergdis  * 1421  – †  1450
      - Tobba (heks) * 1450  –  † 1540 ¥¥
        - Laura *1466 - † 1510
- Halkatla * 1370 - † 1390 ¥

Jahas ~  Estrid
- Ylva * 1444 – † 1516
  - Bruno * 1466 -  † 1520

Bruno ~  Laura
- Hanna  * 1483  –  † 1586 ¥¥
- Tore  * 1485 –  † 1566
  - Lars   * 1523 – 1575
    - Eldrid  * 1539 -  †  1620

  - Line  * 1527 –  † 1548
    - Sunniva  * 1546 - † 1581
      - Sol Angelica af Isfolket * 1579 – † 1602 ¥
        - Sunniva af Isfolket * 1601 – † 1621
          - Kolgrim Meiden * 1621 – † 1635 ¥¥

    - Tengel den gode * 1548 - † 1621 ¥
- Svein *  1488 - † 1520
  - Grimar  * 1509 - † 1586 ¥¥

Tengel den Gode af Isfolket  ~ Silje Arngrimsdatter
- Liv Hanna af Isfolket * 1583 – † 1668
  - Tarald Meiden * 1601 – † 1660
    - Kolgrim Meiden * 1621 –† 1635 ¥¥
    - Mattias Meiden * 1624 –† 1695
      - Irmelin Meiden * 1655 – † 1713
        - Alv Lind af Isfolket * 1677 – † 1742
          - Ingrid Lind af Isfolket * 1698 – † 1789 ¥
            - Daniel Ingridsson Lind af Isfolket * 1717 – † 1773
              - Sølve Lind af Isfolket * 1749 – † 1779 ¥¥
                - Heike Lind af Isfolket * 1774 – † 1848 ¥

              - Ingela Lind af Isfolket * 1752 – † 1830
                - Ola Olovsson af Isfolket * 1773 – † 1813
                  - Anna Maria Olsdotter af Isfolket * 1796 – † 1860
                    - Saga Simon af Isfolket  * 1836 – † 1861 ¥

  - Cecilie Meiden * 1602 – † 1693
    - Tancred Paladin * 1628 – † 1678
      - Tristan Paladin  * 1658 – † 1741
        - Ulvhedin Paladin af Isfolket * 1674 – † 1771 ¥ 
          - Jon Paladin af Isfolket * 1696 – † 1768
            - Ulf Paladin af Isfolket * 1725 – † 1788
              - Elisabeth Paladin af Isfolket * 1750 – † 1791
                - Vinga Tark af Isfolket * 1777 – † 1848

      - Lene Paladin * 1652 – † 1724
        - Christiana Stege * 1677 – † 1756
          - Vendel Grip af Isfolket * 1694– † 1775
            - Shira * 1716 – † 1790 ¥
            - Örjan Grip af Isfolket * 1723 – † 1780
              - Arv Grip af Isfolket * 1748 – † 1832
                - Christer Grip (Havgrim) af Isfolket * 1774 – † 1853
                  - Dorotea Havrimsdotter  * 1800 – † 1860
                    - Emma af Isfolket  * 1825 – † 1880
                      - Knut Skogsrud af Isfolket  * 1850– † 1899
                        - Erling Skogsrud af Isfolket * 1884 – † 1960 ¥¥
                          - Knut Skogsrud af Isfolket * 1909
                            - Ellen Skogsrud af Isfolket * 1938 ¥

                    - Petra Eriksdatter Nordlade af Isfolket * 1829 – † 1870
                      - Gerd Svensdatter af Isfolket * 1855 – † 1888
                        - Peter  * 1881 – † 1897
                        - Petra Olsdatter af Isfolket * 1880 – † 1899
                          - Mali af Isfolket * 1894
                            - Rikard Brink af Isfolket * 1913
                              - Tova Brink af Isfolket * 1937

                - Gunilla Grip (Anna Maria) af Isfolket * 1775 – † 1847
                  - Tula Backe af Isfolket * 1800 – † 1848 ¥
                    - Christer Thomasson af Isfolket * 1818 – † 1893
                      - Malin Christersdatter af Isfolket * 1842 – † 1916
                        - Christoffer Volden af Isfolket * 1874 – † 1946
                          - Vetle Volden af Isfolket * 1902 
                            - Mari Volden af Isfolket * 1922
                              - Christel af Isfolket * 1942
                              - Mariana af Isfolket * 1943
                              - Jörgen af Isfolket * 1944
                              - Mads af Isfolket * 1945
                              - Odd af Isfolket * 1946

                            - Jonathan Volden af Isfolket * 1924
                              - Finn af Isfolket * 1946
                              - Ole af Isfolket * 1947
                              - Gro af Isfolket * 1948

                            - Karine Volden af Isfolket * 1926
                              - Gabriel Gard af Isfolket * 1948 ¥

    - Gabriella Paladin * 1628 – † 1712
      - Villemo Kalebsdatter * 1656 - † 1730 ¥
        - Tengel III af Isfolket * 1677 – † 1760
          - Dan Lind af Isfolket * 1697 – † 1769
            - Daniel Ingridsson Lind af Isfolket * 1717 – † 1773
- Are af Isfolket  * 1586 – † 1660
  - Trond af Isfolket * 1608 – † 1625 ¥
  - Brand af Isfolket * 1609 – † 1688
    - Andreas Lind af Isfolket * 1627 – † 1711
      - Niklas Lind af Isfolket * 1655 – † 1713  ¥
        - Alv Lind af Isfolket * 1677 – † 1742

  - Tarjei Lind af Isfolket * 1607 – † 1635 ¥
    - Mikael Lind af Isfolket * 1635 – † 1708
      - Dominic Lind af Isfolket  * 1652 – † 1730 ¥
        - Tengel III af Isfolket * 1677 – † 1760
          - Dan Lind af Isfolket * 1697 – † 1769
            - Daniel Ingridsson Lind af Isfolket * 1717 – † 1773

Heike Lind af Isfolket ~ Vinga Tark af Isfolket
- Eskil Lind af Isfolket * 1797 – † 1858
  - Viljar Lind af Isfolket * 1820 – † 1899
    - Henning Lind af Isfolket * 1850 – † 1942
      - Benedikte Lind af Isfolket * 1872 – † 1960 ¥
        - André Brink af Isfolket * 1892
          - Rikard Brink af Isfolket * 1913
            - Tova Brink af Isfolket * 1937 ¥

Saga Simon af Isfolket ~ Lucifer
- Ulvar af Isfolket * 1861 – † 1883 ¥¥
  - Linde-Lou af Isfolket * 1879 – † 1897 ¥
  - Vanja Lind af Isfolket * 1884 – † 1910 ¥
- Marco af Isfolket (Imre, Gand) * 1861 ¥

Vanja Lind af Isfolket ~ Tamlin Nattens Dæmon
- Christa Lind af Isfolket * 1910 ¥
  - Nataniel Gard af Isfolket* 1933 ¥